# Klemens Murańka
Klemens Murańka, né le 31 août 1994 à Zakopane, est un sauteur à ski polonais. 

## Carrière
Sa carrière internationale commence en 2007.
Chez les juniors, il remporte un total de quatre médailles aux Championnats du monde de la catégorie dont un titre sur l'épreuve par équipes en 2014 à Val di Fiemme et une médaille d'argent individuelle en 2013 à Liberec. Il est aussi médaillé d'or au Festival olympique de la jeunesse européenne 2011 à Liberec, où il est aussi quatrième.
Licencié au club Wisla Zakopane, il fait ses débutes en Coupe du monde le 21 janvier 2011 à Zakopane. En mars 2012, il obtient son premier podium lors d'une compétition par équipes disputée à Lahti, où il marque ses premiers points (21e). Son meilleur résultat individuel est une septième place décrochée en décembre 2013 à Engelberg, jusqu'à ce qu'il finisse quatrième à Willingen en janvier 2021.
En 2015, il est médaillé de bronze aux Championnats du monde à Falun dans l'épreuve par équipes avec Jan Ziobro, Piotr Żyła et Kamil Stoch. Il obtient de nouveau un podium par équipes en Coupe du monde en fin d'année 2020 à Wisła.
Au Grand Prix d'été de 2017, il obtient son premier podium dans une compétition avec l'élite du saut avec une troisième place à Hakuba.
Il prend part aussi aux Championnats du monde de vol à ski en 2014 et 2016.

## Palmarès

### Championnats du monde
| Épreuve / Édition | Épreuve / Édition | Falun 2015 |
| Petit tremplin    | Petit tremplin    | 17e        |
| Grand tremplin    | Grand tremplin    | 20e        |
| Par équipes       | PT                | -          |
| Par équipes       | GT                | Bronze     |

Légende : PT = petit tremplin, GT = grand tremplin.

### Championnats du monde de vol à ski
| Épreuve / Édition | Harrachov 2014 | Tauplitz 2016 |
| Individuel        | 25e            | 26e           |
| Par équipes       | -              | 5e            |

### Championnats du monde juniors
- Val di Fiemme 2014 : 
  -  Médaille d'or par équipes.
- Liberec 2013 : 
  -  Médaille d'argent en individuel.
  -  Médaille d'argent  par équipes.
- Erzurum 2012 : 
  -  Médaille d'argent par équipes.

### Coupe du monde
- Meilleur classement général : 31e en 2021.
- Meilleur résultat individuel : 4e.
- 3 podiums par équipes : 1 deuxième place et 2 troisièmes places.

#### Classements en Coupe du monde
| Année     | Classement général final |
| 2011-2012 | 56e                      |
| 2012-2013 | 75e                      |
| 2013-2014 | 38e                      |
| 2014-2015 | 42e                      |
| 2015-2016 | 50e                      |
| 2016-2017 | 65e                      |
| 2019-2020 | 61e                      |
| 2020-2021 | 31e                      |

### Grand Prix
- 1 podium.

### Coupe continentale
- 2e du classement général en 2019-2020.
- Vainqueur de la Coupe continentale estivale en 2017 et 2019.
- 28 podiums individuels, dont 12 victoires.